# Любомир Милчев – Денди
Любомир Илиев Милчев е български журналист, телевизионен водещ, колумнист и писател. Известен е с прозвището си Денди, наричан е в медиите „светски хроникьор“ и „светски лъв“.

## Биография
Денди е роден на 16 септември 1963 година в град Станке Димитров. Семейството му се премества в Перник (където отраства), после в София.
През 1988 г. завършва специалностите „Културология“ и „Българска филология“ в Софийския университет „Климент Охридски“. По време на докторантура специализира в Хайделбергския университет и университета в Бохум, Германия. Бил е главен редактор на културно–информационния справочник за София „Градът“.
Автор е на над 15 книги. Първата му книга е сборникът с разкази „Проглеждането на гледката“. През 1996 г. е водещ в предаването „Семеен албум“ на „Кодак“ по БНТ. През 2000 г. издава втората си книга – „Далматинецътъ Марципанъ“.
През 2004 г. организира бал на фондация „Българско национално наследство“.
Води рубрики – както модни, така и светски, за български издания. Заради своята популярност участва в редица предавания – „Сблъсък“, „Искрено и лично“, „Вот на доверие“ и други.
През 2006 г. участва в предаването „Вип Брадър“; отново влиза в него и се класира на 3-то място през 2013 г. Участва в риалити шоуто „Звездни стажанти“ през 2015 г.

## Смърт
След нанесен му побой през февруари 2022 година е намерен в безпомощно състояние в апартамента си в близост до църквата „Св. Георги“ в София и поставен в медикаментозна кома.
На 27 март 2022 г. в 6:30 сутринта Денди умира в софийската болница „Св. Анна“.